# Noir in Festival 2024
Le Noir in Festival 2024, 34e édition du festival, se déroule du 2 au 7 décembre 2024.

## Déroulement et faits marquants
La sélection est dévoilée fin novembre 2024.

## Sélection

### En compétition
- Dedalus de Gianluca Manzetti  Italie
- Brief History of a Family (en) de Lin Jianjie  Chine
- La Infiltrada de Arantxa Echevarría  Espagne
- Mexico 86 de César Díaz  Belgique  France
- Miséricorde de Alain Guiraudie  France
- La Jeune Femme à l'aiguille de Magnus von Horn  Danemark
- Presence de Steven Soderbergh  États-Unis
- Sons (Vogter) de Gustav Möller  Danemark

### Hors compétition
- Fatti vedere de Tiziano Russo  Italie
- Gangs of Milano – Le nuove storie del blocco (épisode 6 Bèn Dàn) de Ciro Visco  Italie
- Rumours de Guy Maddin, Evan et Galen Johnson  Canada

### Séances spéciales
- Antidote (en) de James Jones (en)  Royaume-Uni
- Il migliore dei mali de Violetta Rovetto  Italie
- Indelebile de Simone Valentini  Italie
- Macadam de Marcel Blistène et Jacques Feyder  France

### IULM Noir - Prix Caligari
- Adagio de Stefano Sollima  Italie
- Caracas de Marco D'Amore  Italie
- Lettres siciliennes (Iddu) de Fabio Grassadonia et Antonio Piazza  Italie
- Mimì - Il principe delle tenebre (it) de Brando De Sica (it)  Italie
- Non riattaccare (it) de Manfredi Lucibello (it)  Italie
- The Well (it) de Federico Zampaglione (it)  Italie

## Palmarès

### En compétition
- Brief History of a Family (en) de Lin Jianjie

### IULM Noir - Prix Caligari
- Mimì - Il principe delle tenebre (it) de Brando De Sica (it)